# Csáky Zoltán
Csáky Zoltán (Sümeg, 1945. március 8. –) magyar író, újságíró, televíziós műsorszerkesztő, forgatókönyvíró.

## Életpályája
Erdélyi származású szülei Sümegen telepedtek meg a második világháború végén, de pár év múltán visszatértek szülőföldjükre, Székelyföldre. Középiskolai tanulmányait a marosvásárhelyi Bolyai Farkas Líceumban, egyetemi tanulmányait a Babeș–Bolyai Tudományegyetem bölcsészeti karán végezte, 1969-től a marosvásárhelyi Vörös Zászló szerkesztőségében dolgozott, 1971-ben a Román Televízió Magyar Szerkesztőségének munkatársa lett, adásuk hétfőnként 15-18 óráig tartott, a magyarlakta területeken ekkor elnéptelenedtek az utcák. A riportfilmek készítésében kiváló mestere volt Bodor Pál személyében.
Írói pályáját az Ifjúmunkásban kezdte (1959). A Korunk két filmriportját közölte (Rólad van szó! Ankét a szexuális nevelésről, 1973/10 és Vizsgálat filmkultúránk ügyében, 1976/4); Ady Endrét keresik? c. filmankétja az Igaz Szó Ady-számában (1977/10) jelent meg. A televízió képernyőjén erkölcsi dokumentumfilmekkel és portréfilmekkel szerepelt (televízió és irodalom), kezdeményezője és szervezője volt a Kaláka népi hagyományt ápoló ifjúsági mozgalomnak. Népszerű Kollégium c. adássorozata a hazai magyar iskolákról és az oktatásügy időszerű problémáiról szólt. 1985-ben a Román Televízió Magyar Adásának a megszűnését követően a bukaresti Rádió marosvásárhelyi tudósítója majd 1987-től a nyárádszentmártoni Termelőszövetkezet dolgozója.
1989 februárjában települt át családjával Magyarországra, Hatvanban alkalmi munkából éltek, majd a Kossuth Rádiónál, a Magyar Televíziónál dolgozott. 1992-ben egyik alapító tagja lett a Duna Televíziónak. Főszerkesztője és műsorvezetője volt a Heti Hírmondónak, 2001-ben mutatta be az ortodoxia székelyföldi terjeszkedéséről szóló, nagy hatást kiváltó Hagymakupolás honfoglalás c. dokumentumfilm jét. Arcélek című portrésorozatában közel száz közéleti, kulturális és tudományos személyiséget mutatott be a magyar nagyvilágból. 2010-ben a Duna Televízió örökös tagjának választották
Fő munkaállomása 1989-ig Bukarest, 1990-től Budapest, élni vidéken szeret (Székelyföld, Gödöllő).

## Művei
- "Szívében él a nemzet". Esti kérdések, 1994–1999; vál. Csáky Zoltán, interjúk Banner Géza et al.; Duna Televízió, Budapest, 1999 ISBN 963-03-9196-1
- Hagymakupolás honfoglalás avagy van-e magyar jövő a Székelyföldön? Budapest : Püski, 2004. 192 p. : ill. ISBN 963-9906-36-0
- A Jóisten politikája. Arcélek. Beszélgetések a magyar nagyvilágban. Budapest. Pont Kiadó, 2010. 236 p.: ill. ISBN 9789639957251
- Volt egyszer egy kék Duna. Történetek, vallomások, tanulmányok a 25. évfordulón; szerk. Csáky Zoltán; Nap, Budapest, 2017
- Nyomomban kék farkasok. Esszék, interjúk, portrék filmek. A 2215-ös számú Costica fedőnevű szekus dosszié titkai; Püski, Budapest, 2019
- Kérdezni (még) szabad? Interjúk, riportok, esszék; Tortoma, Barót, 2021

## Díjak, elismerések[2]
- MTV Nívódíj (1990)
- Pethő Sándor-díj
- A Sajtótisztességért-díj
- Julianus-díj (2009. december)
- Duna Televízió Örökös tagja (2010)